# Fitzwilly
Fitzwilly (bra O Mordomo Trapaceiro) é um filme estadunidense de 1967, do gênero comédia romântica, dirigido por Delbert Mann, com roteiro de Isobel Lennart baseado no romance A Garden of Cucumbers, de Poyntz Tyler, e trilha sonora de John Williams.  

## Elenco principal
- Dick Van Dyke...Claude Fitzwilliam
- Barbara Feldon...Juliet Nowell
- John McGiver...Albert
- Edith Evans...Senhora Victoria Woodworth
- Harry Townes...Senhor Nowell
- John Fiedler...Senhor Morton Dunne
- Anne Seymour...Grimsby
- Cecil Kellaway...Buckmaster
- Sam Waterston...Oliver

## Sinopse
Fitzwilliam é o mordomo da herdeira e idosa senhora da sociedade Victoria Woodworth. A senhora Woodworth não recebeu nada de herança quando seu pai faleceu. Mas ela não sabe disso e continua pensando que é rica, pois Fitzwilliam se encarrega de seus gastos (basicamente doações para a caridade) com o dinheiro que consegue como o líder de uma sofisticada quadrilha de ladrões, falsificadores e trapaceiros, muitos dos quais trabalham como empregados na mansão de Woodworth. Os planos de Fitzwilliam vão bem até que a senhora Woodworth contrata uma nova secretária, Juliet Nowell, para lhe ajudar a escrever um livro, ideia de Fitzwilliam para manter sua patroa ocupada.